# Архива планете
Архива планете (фр. Les archives de la planète) био је пројекат реализован од 1908. до 1931. Пројекат је укључивао фотографисање култура широм света. Спонзор подухвата био је француски банкар Албер Кан. Резултат пројекта Архив планете био је 183.000 метара филма и 72.000 фотографија у боји насталих у 50 земаља. Почевши од путовања око света на које је Кан кренуо са својим шофером, пројекат се проширио на експедиције у Бразил, руралну Скандинавију, Балкан, Северну Америку, Средњи исток, Азију и Западну Африку, између осталих дестинација, и документовани историјски догађаји као што су последице Другог балканског рата, Првог светског рата у Француској и Турског рата за независност. Приказивање ових тема било је инспирисано Кановим интернационалистичким и пацифистичким уверењима. Пројекат је заустављен 1931. након што је Кан изгубио већину свог богатства у краху берзе 1929. године. Од 1990, колекцијом управља музеј Musée Albert Kahn, а већина фотографија је доступна на интернету.

## Историја
Банкар француско-јеврејског порекла  Албер Кан, који је зарадио богатство шпекулишући на тржиштима у развоју, је новембра 1908. кренуо је на пут око света са својим шофером Алфредом Дутертреом. Дутертр је фотографисао места која су посетили користећи технику звану стереографија, која је била популарна међу путницима јер су фотографске плоче биле мале и захтевале су кратко време експозиције. Такође је донео Пате филмску камеру и неколико стотина плоча у боји. Прво су се зауставили у Њујорку, затим на Нијагариним водопадима и у Чикагу. Након кратког боравка у Омахи, Небраски, Дутертр и Кан су отишли у Калифорнију, где је Дутертр снимио слике рушевина насталивх као последица земљотреса у Сан Франциску 1906. године. Првог децембра су се укрцали на пароброд за Јокохаму у Јапану. На путу су провели деветнаест сати на одмору у Хонолулу на Хавајима. Прешли су међународну датумску границу 12. децембра и стигли су у Јокохаму шест дана касније. После Јапана, на путовању по Азији пропутовали су Кину, Сингапур и Шри Ланку.
Када се вратио у Француску, Кан је ангажовао два професионална фотографа, Стефана Пасеа и Огиста Леона, који је вероватно пошао са Каном на пут у Јужну Америку 1909. на коме су фотографисани Рио де Жанеиро и Петрополис у боји. Друге ране експедиције укључивале су посете сеоским пределима Норвешке и Шведској 1910.
Архив планете је званично покренут 1912. године, када је Кан именовао географа Жана Брунхеса да руководи пројектом, у замену за професуру на Колеџу де Франс (Collège de France) чији је Кан био велики мецена. Стереографсија је замењена аутохромским процесом, који је за резултат имао фотографије у боји, али је било потребно дуже време експозиције. У оквиру пројекта су реализовали и филмове. Кан је замиислио пројекат као „инвентар површине земаљске кугле коју је настањивао и развијао човек онако каква је на почетку 20. столећа“, и надао се да ће пројекат проширити његове интернационалистичке и пацифистичке идеале, тј. као и документ о културама које нестају. Филозоф Анри Бергсон, близак Канов пријатељ, имао је снажан утицај на развој пројекта.
Током1912. Пасе је послат у Кину (прва званична мисија пројекта) и Мароко, док је Брунхес са Леоном отишао у Босну и Херцеговину, а затим у Македонију 1913. године. Експедицију је прекинуо Други балкански рат; када се рат завршио, Пасе је отпутовао на Балкан да документује последице Другог балканског рата.
Леон је био фотограф са најдужим стажом на пројекту. Ишао је на два путовања у Велику Британију 1913. године, где је фотографисао знаменитости Лондона као што су Бакингемска палата и Катедрала Светог Павла, као и сцене у руралном Корнволу. Исте године, Маргерит Меспуле, једина фотографкиња део фото тима Архива, отпутовала је на запад Ирске. Након Британије, Леон је отишао у Италију, у пратњи Брунхеса. Исте године, Пасе се вратио у Азију. Прво је отишао у Монголију, а затим у Индију, где су му у јануару 1914. британске власти ускратиле пролаз кроз Хајберски кланац који је водио до Авганистана, где је желео да фотографише народ Африди. Касније те године, војни официр и фотограф добровољац Леон Буси стигао је у Француску Индокину, где је боравио до 1917.
Избијање Првог светског рата диктирало је промену фокуса пројекта. Кан је био француски патриота али поред својих космополитских погледа, послао је фотографе да сниме последице рата на Француску и дозволио је да се фотографије користе као пропаганда, иако је већина фотографа држана подаље од линије фронта. Кан је 1917. склопио договор са војском да два њихова фотографа помогну у снимању слика за његову архиву. Фотографије из рата су на крају чиниле 20% укупне колекције.
Током 1920-их, фотографи су послати у Либан, Палестину и Турску на Блиском истоку, где су документовали француску окупацију Либана и Турски рат за независност. Фредерик Гадмер је послан у Вајмарску Немачку 1923; међу сценама које је документовао биле су последице неуспеле сепаратистичке побуне у Крефелду. Последње путовање у Индију у склопу пројекта реализовано је 1927. године. Тада је фотограф Роџер Дима забележио златни јубилеј Јагатџита Синга, владара државе Капуртхала. Прошлог децембра, Думас је био у Јапану на сахрани цара Јошихита.
Канови фотографи су се током 1920-их неколико пута враћали у Америку. Лусијен Ле Сен је 1923. снимио филмове о француским рибарима у северном Атлантику, а Брунхес и Гадмер су 1926. путовали три месеца по Канади, где су посетили и забележили кадрове у градовима: Монтреал, Винипег, Калгари, Едмонтон и Ванкувер. Током 1930. Гадмер је организовао прву и једину велику афричку експедицију у оквиру пројекта. Посетили су француску колонију Дахомеј (данашњи Бенин).
До тренутка када је пројекат заустављен 1931. године, након пада берзе 1929. који је проузроковао банкрот финансијера пројекта Кана, његови фотографи су посетили 50 земаља и прикупили 183.000 метара филмске траке, 72.000 аутохромираних фотографија у боји, 4.000 стереографа и 4.000 црно-белих фотографија.

## Фотографи
- Леон Буси (1874–1950) је био официр француске војске који се добровољно пријавио у Архив захваљујући освајању прве награде на фотографском конкурсу фрацунског друштва фотографа (Société française de photographi).[45]
- Пол Кастелно (1880–1944) и Фернанд Кавил (1887–1927) били су француски војници, фотографи током Првог светског рата.[46] Кастелно је касније постао члан Француског географског друштва.[47]
- Роџер Дима (1891–1972) је правио фотографије и филмове у Јапану и Индији 1926. и 1927.[48]
- Алфред Дутертр је био Канов шофер који га је пратио на првом путовању око света 1908. године и направио је најраније фотографије за Архив.[2]
- Фредерик Гадмер (1878–1954) је послат у Немачку 1923.[23] и у Канаду 1926.[49] и на крају је постао један од најискуснијих фотографа на пројекту Архива.[50]
- Лисјен Ле Сен (1881–1931) био је сниматељ који је снимао филмове за пројекат.[49]
- Огист Леон (1857–1942) био је фотограф са најдужим стажом на пројекту.[29] Био је из Бордоа и претходно је радио као фотограф за разгледнице.[7] Такође је надгледао рад у фотокинематографској лабораторији на пројекту.[51]
- Маргерит Меспуле (1880–1965) је била академик и аматерски фотограф. Она је била једина фотографкиња која је радила на пројекту Архива.[52]
- Стефан Пасе (1875 – око 1943)[53] је био један од првих фотографа које је ангажовао Кан,[1] и предводио је део експедиције на Балкану.[54]
- Камиј Суважо је био сниматељ филмова који је радио између 1919. и 1932. Касније је радио на филму Jour de fête објавељеног 1949.[55]

## Галерија
- Ајфелова кула и Трокадеро (Париз, 1912)
- Porte Saint-Denis (Париз, 1914)
- Породица (Париз, 1914)
- Сенегалски снајпериста (Фез, Мароко, 1913)
- Пијачна сцена (Сарајево, Босна и Херцеговина, 1912)
- Пијачна сцена (Крушевац, Србија, 1913)
- Дрвене куће у Бејоглу (Истанбул, Турска, 1912)
- Унутрашња Монголија (1912)
- Будистички лама (Монголија, 1913)
- Затвореник (Улан Батор, Монголија, 1913)
- Садхус (Бомбај, Индија, 1913)
- Садху ибраман (Лахор, Пакистан, 1914)
- Службених у Храму (Ахмедабад, Индија, 1913)
- Статуа бика (Варанаси, Индија, 1914)